# Acostia
Acostia is een geslacht uit de grassenfamilie (Poaceae). De soort van dit geslacht komen voor in Ecuador.

## Soorten
Van het geslacht zijn de volgende soorten bekend: 
- Acostia gracilis